# Goswin Konrad von Ketteler zu Harkotten
Goswin Konrad Freiherr von Ketteler zu Harkotten (* 5. April 1677; † 31. Januar 1747) war Domdechant in Osnabrück und Domherr in Münster.

## Leben

### Herkunft und Familie
Goswin Konrad Reichsfreiherr von Ketteler zu Harkotten entstammte dem westfälischen Adelsgeschlecht von Ketteler zu Harkotten. Er war ein Sohn des Johann von Ketteler zu Harkotten und der Theodora Catharina von Schade zu Salvey. Sein Bruder Nikolaus Hermann (1676–1737) war Generalvikar in Münster.

### Werdegang und Wirken
Zusammen mit seinem Bruder Nikolaus Hermann studierte Goswin Konrad in den Jahren 1694 bis 1701 Theologie am Collegium Germanicum in Rom und verließ diese Einrichtung als Diakon. Im Jahre 1699 kam er durch Zuspruch des Papstes in den Besitz einer Dompräbende in Osnabrück und wurde hier zunächst Domkantor und am 28. März 1728 Domdechant. In Münster kam er im Jahre 1719 durch den Verzicht des Kurfürsten Joseph Clemens in den Besitz einer Präbende. Am 28. Januar 1732 optierte er das Oblegium Schmalamt und am 9. Oktober des Jahres die Obedienz Senden.